# Brad Riddell
Bradley Stephen Riddell (30 de setembro de 1991) é um lutador de MMA da Nova Zelândia que compete na divisão dos leves do Ultimate Fighting Championship. Em 6 de dezembro de 2021, ele está classificado como o 14º no ranking dos leves do UFC.

## Vida e início no MMA
'Quake' rendeu vários campeonatos de kickboxing na Nova Zelândia durante sua ascensão na cena regional. Ele também lutou em lutas profissionais de Muay Thai e kickboxing, lutando por decisão dividida com o campeão meio-médio Glory, Cédric Doumbé, e perdendo na decisão competitiva para UM campeão dos leves, Regian Eersel. Ele também tem vitórias contra o famoso kickboxer australiano John Wayne Parr.

## Carreira de artes marciais mistas (MMA)

### Início de carreira
Riddell fez sua estreia no MMA de forma inesperada, tendo voado para Myanmar para uma luta de Muay Thai, mas foi informado ao desembarcar que era uma luta de MMA. Então, durante sua carreira de Muay Thai/Kickboxing, ele continuaria a ter lutas de MMA, principalmente na promoção Glory of Heroes, com sua vitória mais notável sendo um nocaute do futuro lutador do UFC Kenan Song.

### Ultimate Fighting Championship
Brad fez sua estreia na carreira no UFC contra o também recém-chegado Jamie Mullarkey no UFC 243 em 5 de outubro de 2019. Em uma luta rápida, Riddell venceu a luta por decisão unânime e levou para casa o bônus de Luta da Noite.
Brad enfrentou Magomed Mustafaev em 23 de fevereiro de 2020 no UFC Fight Night: Felder vs. Prostituta. Ele venceu a luta por decisão dividida.
Riddell enfrentou Alex da Silva Coelho no UFC 253 em 27 de setembro de 2020. Ele venceu a luta por decisão unânime.
Riddell era esperado para enfrentar Gregor Gillespie em 20 de março de 2021 no UFC on ESPN 21. No entanto, no dia do evento, a luta foi adiada devido aos protocolos COVID-19.
Riddell enfrentou Drew Dober em 12 de junho de 2021 no UFC 263. Ele venceu a luta por decisão unânime. Essa luta lhe rendeu o prêmio de Luta da Noite.
Riddell enfrentou Rafael Fiziev em 4 de dezembro de 2021 no UFC on ESPN 31. Ele perdeu a luta por nocaute no terceiro round.

## Campeonatos e conquistas

### Artes marciais mistas
- Campeonato de luta final
  - Luta da noite (duas vezes) vs. Jamie Mullarkey and Drew Dober[5][14]
- Guerras Wollongong
  - Campeonato Welterweight Wollongong Wars (uma vez)

## Vida pessoal
Riddell se autodenominou “Quake” em homenagem à sua cidade natal, Christchurch, que foi devastada por um terremoto em 2011. O desastre destruiu muitos dos edifícios, incluindo o local de trabalho de Riddell, mas também foi o catalisador para ele se mudar para Auckland e construir uma carreira nos esportes de combate.

## Cartel nas artes marciais mistas (MMA)
| Cartel no MMA   |             |            |
| 12 lutas        | 10 vitórias | 2 derrotas |
| Por nocaute     | 5           | 1          |
| Por finalização | 0           | 1          |
| Por decisão     | 5           | 0          |

| Res. | Cartel | Oponente             | Método                   | Evento                                | Data                    | Round | Tempo | Local                            | Notas                                              |
| ---- | ------ | -------------------- | ------------------------ | ------------------------------------- | ----------------------- | ----- | ----- | -------------------------------- | -------------------------------------------------- |
| Loss | 10–2   | Rafael Fiziev        | KO (spinning wheel kick) | UFC on ESPN: Font vs. Aldo            | 4 de dezembro de 2021   | 3     | 2:20  | Las Vegas, Nevada, United States |                                                    |
| Win  | 10–1   | Drew Dober           | Decision (unanimous)     | UFC 263                               | 12 de junho de 2021     | 3     | 5:00  | Glendale, Arizona, United States | Fight of the Night.                                |
| Win  | 9–1    | Alex da Silva Coelho | Decision (unanimous)     | UFC 253                               | 27 de setembro de 2020  | 3     | 5:00  | Abu Dhabi, United Arab Emirates  |                                                    |
| Win  | 8–1    | Magomed Mustafaev    | Decision (split)         | UFC Fight Night: Felder vs. Hooker    | 23 de fevereiro de 2020 | 3     | 5:00  | Auckland, New Zealand            |                                                    |
| Win  | 7–1    | Jamie Mullarkey      | Decision (unanimous)     | UFC 243                               | 5 de outubro de 2019    | 3     | 5:00  | Melbourne, Australia             | Return to Lightweight. Fight of the Night.         |
| Win  | 6–1    | Mikey Vaotuua        | Decision (unanimous)     | Wollongong Wars 7                     | 12 de julho de 2019     | 3     | 5:00  | Gwynneville, Australia           | Won the Wollongong Wars Welterweight Championship. |
| Win  | 5–1    | Maxim Pugachev       | TKO (punches)            | Glory of Heroes 38                    | 25 de maio de 2019      | 1     | 5:00  | Shantou, China                   |                                                    |
| Win  | 4–1    | Shem Murdoch         | TKO (punches)            | Glory of Heroes 37                    | 16 de abril de 2019     | 1     | 3:42  | Auckland, New Zealand            |                                                    |
| Loss | 3–1    | Abel Brites          | Submission (armbar)      | Hex Fight Series 15                   | 21 de julho de 2018     | 1     | 1:05  | Perth, Australia                 | Lightweight debut.                                 |
| Win  | 3–0    | Song Kenan           | TKO (punch to the body)  | Glory of Heroes 6                     | 13 de janeiro de 2017   | 2     | 3:11  | Jiyuan, China                    |                                                    |
| Win  | 2–0    | Erruer Ye            | TKO (punches)            | Glory of Heroes: Conquest of Heroes 2 | 3 de dezembro de 2016   | 2     | N/A   | Jiyuan, China                    |                                                    |
| Win  | 1–0    | Gi Gean Key          | KO (punch)               | International Boxing                  | 31 de agosto de 2013    | 1     | 2:15  | Yangon, Myanmar                  | Welterweight debut.                                |